# Forralóvizes reaktor

Atomerőmű forralóvizes reaktorral

A forralóvizes reaktor (angolul Boiling Water Reactor, BWR) egy könnyűvizes atomreaktor, amelyben az aktív zóna hűtését és a neutronok lassítását is a víz végzi. Sokban hasonlít a nyomottvizes reaktorhoz, azzal a különbséggel, hogy a gőzt nem a gőzfejlesztőkkel nyerik, hanem magában az aktív zónában.
Az aktív zónában van a több száz fűtőelem. Az üzemanyagrúd tartalmazza a dúsított uránt urán-dioxid formájában. A hűtővíz alulról fölfelé áramlik, és egyben a moderátor szerepét is betölti.
A reaktor teljesítményét két módon szabályozzák:
- A reaktor indulása után a névleges teljesítményének 75%-áig a szabályzórudak leengedésével (illetve betolásával). A szabályzórudak jó neutronelnyelők, így könnyen leállítják a láncreakciót.
- A reaktor névleges teljesítményének 75 és 100%-a közötti intervallumában a víz keringési sebességének változtatásával (szivattyúk). Ha a víz gyorsabban áramlik a reaktormagon keresztül, kevesebb gőzbuborék keletkezik a magban, tehát több neutron lassul le, ami megnöveli a hasított magok számát. Ha több buborék van a vízben, kevesebb neutron lassul le, tehát a hasított magok száma csökken.

Az aktív zónában keletkezett gőzt közvetlenül a turbinákra vezetik. Mivel a reaktor hűtővizében mindig találhatók radioaktív atommagok, a turbinákat szigetelni kell a külvilágtól. Ez megnöveli a karbantartási költségeket a nyomottvizes reaktorhoz képest, viszont a nagyobb hatásfok és az egyszerűbb szerkezet ellensúlyozza ezt.
Előnyei:
- egyszerű szerkezet, nincs hőcserélő
- nagyobb hatásfok
- könnyen idomul a napi, illetve heti energiaigény-ingadozásokhoz
- kisebb üzemi nyomás: 75 bar (a nyomottvizes 158 bar-hoz képest)
- alacsonyabb az üzemanyag hőfoka

Hátrányai:
- nagyobb a reaktortartály, emiatt magasabbak a megvalósítási és karbantartási költségek
- a turbinák radioaktív szennyezettsége nagyobb ellenőrzött zónát igényel
- a szabályzórudakat alulról kell betolni az aktív zónába